# Гостинка (притока Ворскли)
Гостинка (рос. Речка Гостенка) — річка в Росії у Бєлгородському й Борисовському районах Бєлгородської області. Ліва притока річки Ворскли (басейн Дніпра).

## Опис
Довжина річки приблизно 20,84 км, найкоротша відстань між витоком і гирлом — 17,32 км, коефіцієнт звивистості річки — 1,20. Формується багатьма струмками, балками та загатами. Річку частково каналізовано.

## Розташування
Бере початок у селі Орловка. Тече переважно на північний захід через села Солохи, Сафони й у селищі Борисовка впадає в річку Ворсклу, ліву притоку Дніпра.

## Цікаві факти
- У XX столітті на річці існувало багато природних джерел, газгольдерів та газових свердловин[3].